# Urban Dance Squad

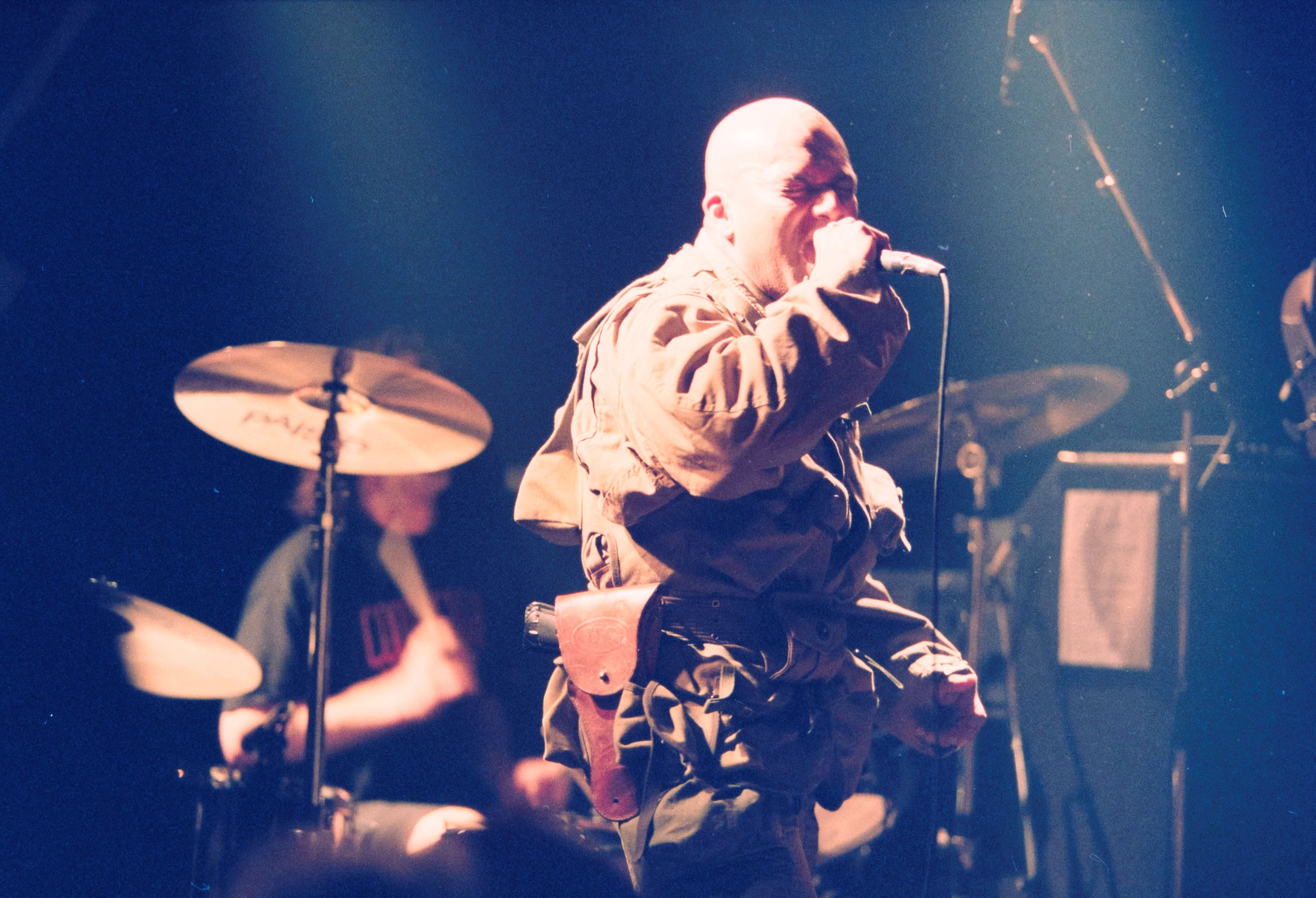
Urban Dance Squad (1999)

Urban Dance Squad – holenderski zespół grający muzykę rapcore, z elementami muzyki elektronicznej i reggae.
Zespół powstał pod sam koniec lat 80. XX wieku.

## Skład zespołu
- Rudeboy Remmington (Patrick Tilon) – rap/wokal
- Tres Manos (René van Barneveld) – gitara
- Sil (Silvano Matadin) – gitara basowa
- Magic Stick (Michel Schoots) – perkusja
- DJ DNA (Arjen de Vreede) – dj

## Dyskografia
- Mental floss for the globe (1989)
- Life 'n perspectives of a genuine crossover (1991)
- Persona non grata (1994)
- Planet Ultra (1996)
- Beograd Live (live album)(1997)
- Artantica (1999)
- The Singles Collection (2006)